# Il tempio degli uomini liberi
Il tempio degli uomini liberi. Il Duomo di Modena è uno spettacolo teatrale di Dario Fo, rappresentato la prima volta a Modena il 19 e 20 luglio 2004 in Piazza Grande.
Attraverso questa lezione-spettacolo, il premio nobel per la letteratura Dario Fo illustra la storia e l'iconografia del Duomo di Modena, dichiarato patrimonio dell'umanità dall'UNESCO.

## Trama
Il Duomo di Modena è un autentico libro di storia scolpito nella pietra, che non solo ha tradotto la bibbia e la cultura in un linguaggio iconografico accessibile a tutti, inclusi i poveri e gli analfabeti (Biblia pauperum ovvero la Bibbia dei poveri), ma racconta la storia della comunità che ha edificato l'edificio nel secolo XI.
Per la prima volta nella storia dell'arte, sappiamo il nome di chi realizzò l'edificio (mentre prima al massimo era noto solo il mecenate che aveva commissionato l'opera). Per la prima volta nella storia della Chiesa, le sacre scritture non sono più di esclusiva conoscenza degli ecclesiastici che detengono i libri e sanno leggere, ma vengono plasmate nella pietra della facciata del Duomo, dove chiunque osservando le raffigurazioni scolpite può avere accesso alla conoscenza, e di conseguenza alla libertà. Una libertà evidente nel fatto che il Duomo venne realizzato in prima persona dai modenesi guidati dall'architetto Lanfranco,  contro la volontà delle autorità imperiali ed ecclesiastiche.
Ogni raffigurazione, oggetto, capitello del Duomo di Modena viene raccontato da Fo (ed illustrato con disegni realizzati dall'artista stesso), ma non con la solita descrizione distaccata tipica di alcuni storici dell'arte (che paiono più interessati a misurare i centimetri dell'opera d'arte , che non ad illustrare la sua anima interna), ma andando a raccontare la storia e il contesto della singola opera d'arte.